# Они были солдатами: Пустота
«Они были солдатами: Пустота» (англ. Saints and Soldiers: The Void) — военная драма режиссёра Райана Литтла. Фильм считается третьим из цикла, однако по сюжетной линии не имеет ничего общего с предыдущими частями. Премьера фильма состоялась 15 августа 2014 года.

## Сюжет
В хаотичные последние дни Второй мировой войны пара американских ПТ-САУ M18 Hellcat направляются к горе Гарц, чтобы искать скрывающиеся и не сдавшиеся группы немецких солдат.

## В ролях
- Адам Грегори — капрал Кэри Симмс
- Тимоти С. Схемакер — рядовой Джон Этвуд
- Майкл Тодд Беренс — рядовой Родни «Рэмрод» Митчелл
- Барт Джонсон — капитан Дерек Дэвис
- Кристоф Малзл — командир Стагал
- Бен Ури — лейтенант Госс
- Дэвид Морган — Клаус Шонбек
- Брэндан Уитни — рядовой Нельсон
- Джефф Бирк — британский капитан Ф. Макконки
- Джоэл Бишоп — Макс Уитакер
- К.Данор Джеральд — Джесси Оуэнса
- Мэтт Миз — Даниэль Барлоу
- Алекс Бойе — рядовой Перри
- Аллан Гровс — сержант Кеслер
- Филипп Малзл — Фредерик Кардофф
- Бекка Ингрэм — Герта Кардофф
- Aunna Абель — Анна Кардофф
- Лэнс Дженсен — капрал Дженсен
- Рэнди Борода — командир немецкого танка
- Эндрю В. Джонсон — рядовой Вулси
- Ричи Т. Стедман — сержант Стедман
- Скотт Своффорд — генерал Терри Аллен
- Теренс Джонсон — капрал Гаррисон
- Лонзо Лиггинс — рядовой Купер
- Карлтон Блюфорд — рядовой Смитти
- Стейси Харки — рядовой Гейнс
- Талон Г. Акерман — Фриц Бауэр

## Награды и номинации
- Фильм в 2015 году был отмечен премией «Utah Awards» международного фестиваля игрового кино в штате Юта — за лучшие звуковые эффекты (Карлос Санчес)[2].